# Eric Chenowith
Eric Chenowith, né le 9 mars 1979, à Orange, en Californie, est un joueur américain de basket-ball. Il évolue durant sa carrière au poste de pivot.

## Palmarès
- Coupe de France 2002
- Champion NBA Development League 2008
- All-CBA Second Team 2006